# Liste des seigneurs de Ravensberg

## Maison de Calvelage-Ravensberg
- 1144-1170 Otto Ier
- vers 1160 - vers 1180 Henri (en néerl. Hendrik)
- 1170-1221 Herman
- 1221-1244 Otto II; règne à Vlotho et Vechta seulement à partir de 1226
- 1221-1249 Louis (en néerl. Lodewijk); règne à Ravensberg seulement à partir de 1226
- 1249-1306 Otto III
- 1306-1328 Otto IV
- 1328-1346 Bernhard

## Maison de Juliers(-Heimbach)
- 1346-1360 Gérard Ier
- 1360-1408 Guillaume Ier
- 1395-1402 Adolphe
- 1402-1428 Guillaume II (nl)
- 1428-1475 Gérard II
- 1475-1511 Guillaume III

## Maison de la (Kleef-)Mark
- 1511-1539 Jean III
- 1539-1592 Guillaume IV
- 1592-1609 Jean-Guillaume

## Maison de Hohenzollern
- 1614-1619 Jean Sigismond
- 1619-1640 Georges-Guillaume
- 1640-1688 Frédéric-Guillaume
- 1688-1713 Frédéric
- 1713-1740 Frédéric-Guillaume Ier
- 1740-1786 Frédéric II
- 1786-1797 Frédéric-Guillaume II
- 1797-1807 Frédéric-Guillaume III